# Buče (Czarnogóra)
Buče (cyr. Буче) – wieś w Czarnogórze, w gminie Berane. W 2011 roku liczyła 944 mieszkańców.